# Trebandad murargeting
Trebandad murargeting (Ancistrocerus trifasciatus) är en stekelart som först beskrevs av Cornelius Herman Muller 1776. Enligt Catalogue of Life ingår trebandad murargeting i släktet murargetingar och familjen Eumenidae, men enligt Dyntaxa är tillhörigheten istället släktet murargetingar och familjen getingar. Arten är reproducerande i Sverige.

## Underarter
Arten delas in i följande underarter:
- A. t. shibuayi
- A. t. orientalis